# 維多利亞大學 (澳大利亞)
維多利亞大學是一所位於澳大利亞維多利亞州墨爾本，能授予大學、專業進修及技職教育等三種學历文憑的公立綜合大學。商學院在2009年西班牙世界大學網路排名的商學院排名中，列為澳大利亚全國第17。

## 沿革
維多利亞大學（維大）創立於1916年時，起初為一所工藝學校，1968年升格為維多利亞理工學院；爾後於1990年經由州議會通過《維多利亞理工大學法案》，合併兩所技術學院而升格為大學。1998年與一所技術學院合併；2005年更名為「維多利亞大學」。
根據維多利亞州政府早先的規劃，是使位於西墨爾本之郊區為據點的維多利亞理工大學，將與工藝技術相關的教育事業拓展至維州全境。當時所規劃合併的學校是今日墨爾本皇家理工大學的前身——「墨爾本皇家理工學院」（RMIT）。惟此方案至1990年年底實施計劃時，新成立的大學未包括RMIT。
第一任維大校長Jarlath Ronayne教授認為，維大能在以維繫傳統職業技術教育的同時，發展科學研究，並且透過與東墨爾本地區和歐洲大學等校際合作，有利於維大的未來。
1998年維大設計了一則「個人入學方案」（Personal Access Scheme）教育政策，保證了高中畢業生或已屆齡21歲者得以就學於維大；此項政策於1999年獲得擴大實施，但由於結果不如預期於數年後中止。爾後經檢討，改以「個人履歷夥伴計劃」（Portfolio Partnership Program）政策實施至今。
2005年4月更新校名時，當屆校長Elizabeth Harman以維大所授學位課程的領域已超乎「理工」範圍，結果成功改名，並裁定以「思維新學府」（A New School of Thought）為校訓。

## 校區
維多利亞大學有11座校區，分別是：位於郊區的Footscray Park、St Albans、Footscray Nicholson、Werribee、Sunbury、Sunshine、Newport、The Student Village、Whitten Oval，及臨近墨爾本中央商業區的City Flinders、City King、City Queen。
另外「墨爾巴紀念音樂學院」（Melba Memorial Conservatorium of Music）雖然從屬於維大教育體系，但獨立經營校務。維大在亞洲提供了學位課程方案予有合作關係的教育機構；至2006年，於海外就學學子貢獻了維大10%至15%的收入。其中以學生人數、授課時間、學費收入而言，以位於馬來西亞吉隆坡一帶的Sunway University College和中國瀋陽的遼寧大學所佔的比例最高。

## 學院
- 藝術、教育暨人文發展學院 （页面存档备份，存于）
  - 傳播與藝術學系
  - 教育學系
  - 運動與體操學系
  - 社會與心理學系
- 商法學院 （页面存档备份，存于）
  - 會計與金融學系 （页面存档备份，存于）
  - 應用經濟學系 （页面存档备份，存于）
  - 飯店觀光與行銷學系 （页面存档备份，存于）
  - 法學系 （页面存档备份，存于）
  - 管理與資訊系統學系[永久]
  - 維多利亞商學研究所（VGSB） （页面存档备份，存于）
  - 茲爾曼科文紀念中心
- 健康、工程暨理學院
  - 生物醫學與健康科學系
  - 工程學系
  - 護理及助產學系

## 中國大陸合作大學
- - 中央財經大學 北京市
  - 遼寧大學 遼寧省沈陽市
  - 河南大學 河南省開封市、鄭州市
  - 四川大學 四川省成都市
  - 山東建築大學 山東省濟南市
  - 惠州城市职业学院广东省惠州市

## 外部連結
- 維多利亞大學 （页面存档备份，存于）
- 維多利亞大學之友會
- 專訪維大"外籍交換學生"影視記錄片 （页面存档备份，存于）
- 2006 AUQA review